# DJ Sharkey
DJ Sharkey, de son vrai nom Jonathan Kneath, est un producteur et disc jockey de happy hardcore, UK hardcore et freeform britannique. Il est apparu dans de nombreux événements à travers le Royaume-Uni et dans le monde, et est notamment connu pour ses apparitions dans la série des compilations Bonkers. En septembre 2011, il se retire officiellement de la production musicale.

## Biographie
Sharkey, de son vrai nom Jonathan Kneath, est né en Allemagne le 25 juillet 1974, puis a emménagé à Plymouth, au Royaume-Uni.

## Carrière
Sharkey devient initialement connu sous le statut de MC durant les événements « hardcore rave » en Grande-Bretagne en 1993. En 1995, il s'intronise dans la production musicale, en collaboration avec DJ Hixxy pour le titre de Toytown, qui marquera significativement le style happy hardcore britannique dans les années 1990. Par la suite et grâce à cette musique, Sharkey et Hixxy signent au label indépendant React Music, et le duo fonde la toute première compilation intitulée Bonkers, la première d'une série d'albums devenue par la suite la plus rentable. Revolutions, labellisé chez React, atteint la 53e place aux classements musicaux britanniques, et Sharkey commercialise ensuite l'album Hard Life en 1998.
Sharkey a également mixé sur les compilations de Bonkers 2, Bonkers 3, Bonkers 4, Bonkers 5, Bonkers 8, Bonkers 9, Bonkers 10, Bonkers 11, Bonkers 12, Bonkers 13, Bonkers 14, Bonkers 15, Bonkers 16 et Bonkers 17 : Re-Booted. Les quatrième et cinquième volets sont certifiés disque d'argent après la certification du troisième volet en disque d'or. En 2001, Sharkey fait sa première apparition dans la compilation Eurodance Dancemania, intitulée Speed 6, avec Hixxy. Il a également mixé à BBC Radio 1 en 2003.
Il établit une relation avec Kevin Energy en 1998, et le duo participe, entre autres avec d'autres nombreux disc-jockeys, à la création du genre hardcore freeform (un terme crédité par Sharkey lui-même). Dans ce genre, le happy hardcore est poussé à un tempo plus rapide et instrumentalement complexe.
En janvier 2011, Sharkey annonce son retrait de la production musicale hardcore et freeform. Il fait une dernière tournée mondiale avec Lenny Dee et se retire officiellement en septembre 2011.